# Max Planck (Pädagoge)

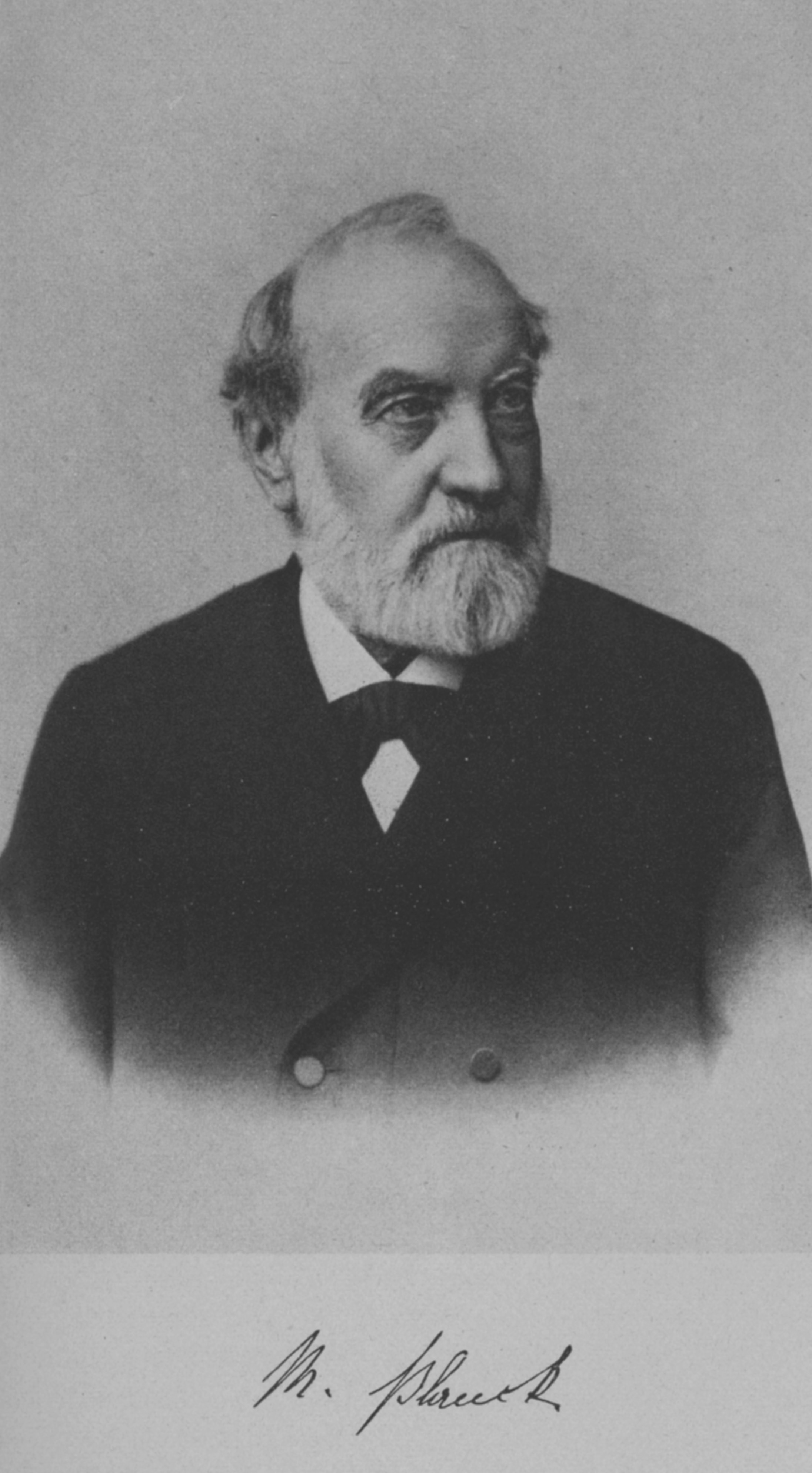
Max Planck, Foto von Hermann Brandseph

Max Planck, ab 1886 von Planck (* 8. Juli 1822 in Feuerbach; † 8. April 1900 in Stuttgart) war ein deutscher Pädagoge. 

## Leben
Planck, zweiter Sohn des Pfarrers Karl Planck, besuchte die Lateinschule in Nürtingen und ab Herbst 1836 das Seminar in Schöntal. 1840 nahm er das Studium der Theologie und Philosophie an der Universität Tübingen (Mitglied der Burschenschaft Nordland, der späteren Verbindung Normannia Tübingen) auf, wo er 1845 die erste theologische Dienstprüfung bestand. Er wandte sich aber nicht dem Pfarrdienst, sondern dem Lehramt zu und wurde Amtsverweser am Gymnasium in Stuttgart. Im gleichen Jahr wurde er Hauslehrer bei Kriegsminister Johann Georg von Sontheim (bis 1847). In dieser Zeit promovierte er mit einer Dissertation über den Prometheus des Aischylos. 1847/48 unternahm er mit staatlicher Unterstützung eine wissenschaftliche Reise nach Italien. Nach seiner Rückkehr wurde er Juni 1848 Repetent am Seminar in Urach, wenig später Repetent am Stift in Tübingen. 1850 legte er die zweite theologische Dienstprüfung ab und 1851 die philologische Professorats-Prüfung.
1852 trat Planck eine Stelle als Professoratsverweser am Karlsgymnasium in Heilbronn an. 1853 wurde er Rektor der Latein- und Realschule in Biberach, 1858 Professor am Obergymnasium in Ulm, im Herbst 1878 Rektor des Gymnasiums in Stuttgart und wenig später Oberstudienrat. Nach Gründung des zweiten Gymnasiums der Stadt (Karls-Gymnasium) 1881 wurde er dort mit der Leitung betraut. Zuletzt war Max von Planck Direktor der Kultusministerialabteilung für Gelehrten- und Realschulen. Neben seiner beruflichen Laufbahn war er Vorsitzender des von ihm mitgegründeten Gymnasiallehrervereins. Am 1. Juli 1898, dem Tag seines fünfzigjährigen Dienstjubiläums, wurde er auf sein Ansuchen hin unter Verleihung des Präsidententitels und Ernennung zum Ehrenmitglied der Kultusministerialabteilung pensioniert.

## Auszeichnungen
- 1886 Ehrenritterkreuz des Ordens der Württembergischen Krone, das mit dem persönlichen Adelstitel verbunden war.

## Werke
- Die letzten Räuberbanden in Oberschwaben in den Jahren 1818–19. Ein Beitrag zur Sittengeschichte. Koch, Stuttgart 1866.
- Konventionen zwischen dem Reichsgrafen Schenk von Kastell und der Reichsstadt Dinkelsbühl, sowie den Kantonen Schwyz und Appenzell Auszer-Rhoden, in Betreff der Ablieferung von Verbrechern in das gräfliche Zucht- und Arbeitshaus in Oberdischingen. In: Württembergische Vierteljahrshefte für Landesgeschichte. Bd. 1 (1878), S. 156–166 (Digitalisat).
- Schulreden. Krabbe, Stuttgart 1892.